# Paul Michael Mendel

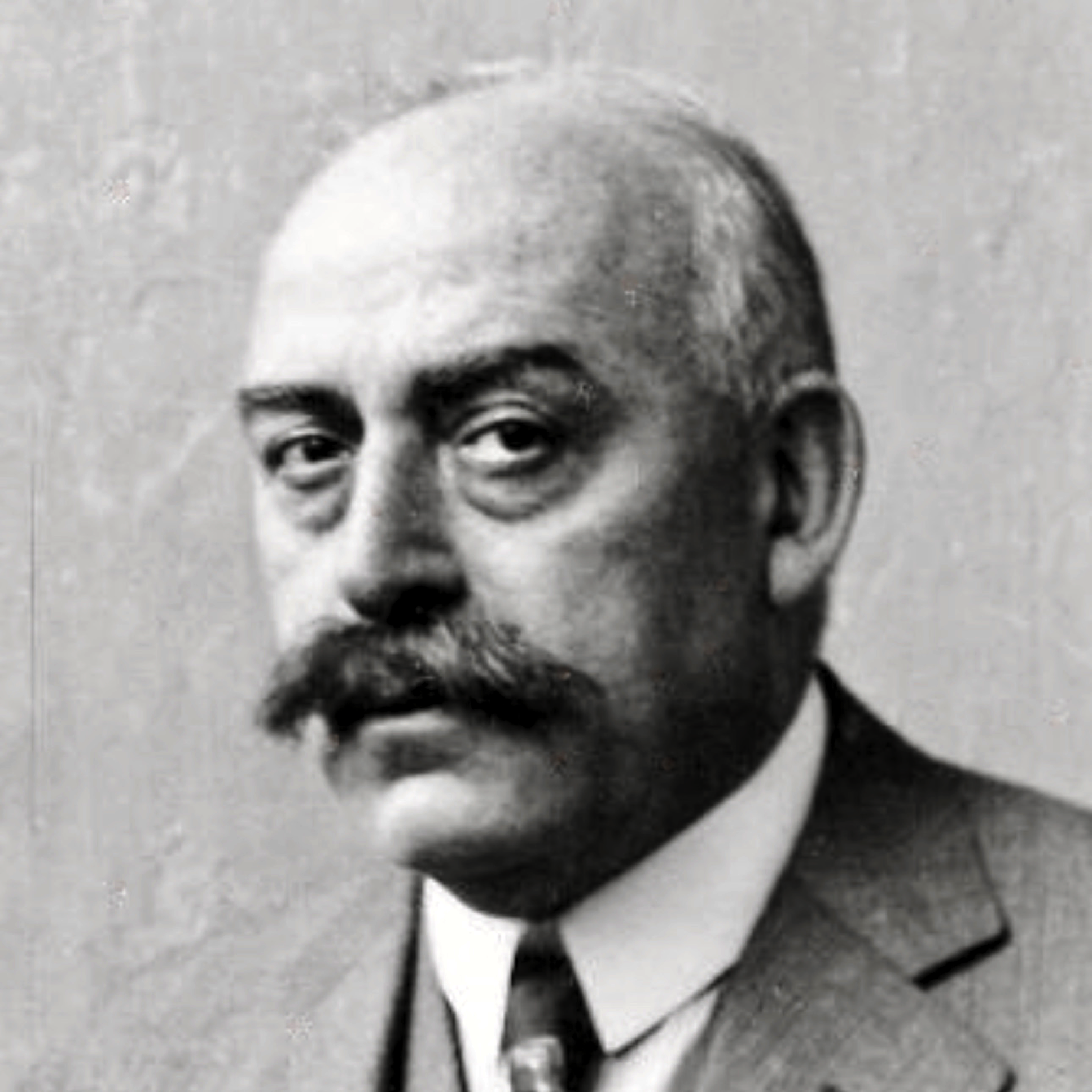
Paul Michael Mendel, ca. 1938

Paul Michael Mendel (geboren am 28. Oktober 1873 in Hamburg, gestorben am 21. November 1942 im Ghetto Theresienstadt) war ein deutscher Bankier, Vorstandsmitglied einer deutschen Bank, Kunstsammler und -mäzen.

## Familie
Er wurde als dritter und jüngster Sohn des Importkaufmanns Moritz Mendel (1837–1893) und dessen Ehefrau Rosa, geborene Joelsohn (1835–1915), geboren. Seine älteren Brüder waren der spätere Hauslehrer und Journalist Joseph Mendel (1870–1933) sowie der spätere Kaufmann, Konsumgenossenschafter und sozialdemokratische hamburgische Senator Max Mendel (1872–1942).
Im Jahr 1901 heiratete Paul Michael Mendel eine Tochter des Hamburger Kaufmanns Leopold Arnheim (1840–1921) und dessen Ehefrau Rosalie, geb. Salomon (1852–1929). Die Ehe mit Anna Marie Mendel (geboren am 28. Dezember 1876 in Hamburg; gestorben am 4. Januar 1944 im Ghetto Theresienstadt), geborene Arnheim, die sich für Bildende Kunst interessierte und als Malerin von Stillleben betätigte, blieb kinderlos.
Das Ehepaar lebte zunächst in der Goßlerstraße 73 (heute: in dem zwischen Hoheluftchaussee und Eppendorfer Baum gelegenen Teil des Eppendorfer Weges), ab 1910 am Loogestieg 17 in Eppendorf in einer geräumigen Etagenwohnung.

## Schule und Ausbildung
Wie zuvor seine beiden älteren Brüder besuchte Paul Michael Mendel das Realgymnasium des Johanneums am Speersort in Hamburg, das er vermutlich mit der Mittleren Reife abschloss. Danach absolvierte er eine bankkaufmännische Ausbildung.

## Beruflicher Werdegang
Angestellt wurde er bei der 1870 gegründeten Commerz- und Disconto-Bank in Hamburg, einer Aktiengesellschaft. Ab 1908 war er für dieses Kreditinstitut in leitender Funktion tätig. Im Jahr 1920 wurde ihm durch das im selben Jahr zur Commerz- und Privat-Bank Aktiengesellschaft umfirmierte Unternehmen Prokura erteilt. Im Jahr 1927 wurde er als Direktor in den dreiköpfigen Vorstand der 1887 gegründeten Liquidations-Casse in Hamburg AG berufen, einer auf die Abwicklung von Waren-Termingeschäften spezialisierten Bank, die als Schnittstelle zwischen Käufern und Verkäufern fungierte. An der Liquidations-Casse in Hamburg AG besaß die Commerz- und Privat-Bank die Anteilsmehrheit.
Nach der Machtabtretung an die Nationalsozialisten wurde Paul Michael Mendel ebenso wie Vorstandssprecher Arthur Friedländer (geboren am 25. Oktober 1854 in Marienburg, Westpreußen; gestorben am 28. November 1942 im Ghetto Theresienstadt) genötigt, aufgrund ihrer jüdischen Abstammung aus dem Vorstand der Liquidations-Casse in Hamburg auszuscheiden.

## Kunstsammlung und Mäzenatentum
Paul Michael Mendel hatte durch Vermittlung des Direktors der Hamburger Kunsthalle, Gustav Pauli, ab 1920 damit begonnen, weitgehend mittellose Künstler zu unterstützen. Beispielsweise gehörten Paula Modersohn-Becker und Otto Rodewald zu den Künstlern, die von Paul Michael Mendel in ihrer Arbeit gefördert wurden. Rodewald gestaltete das Exlibris des Paul Michael Mendel.

## Diskriminierung, Deportation und Tod

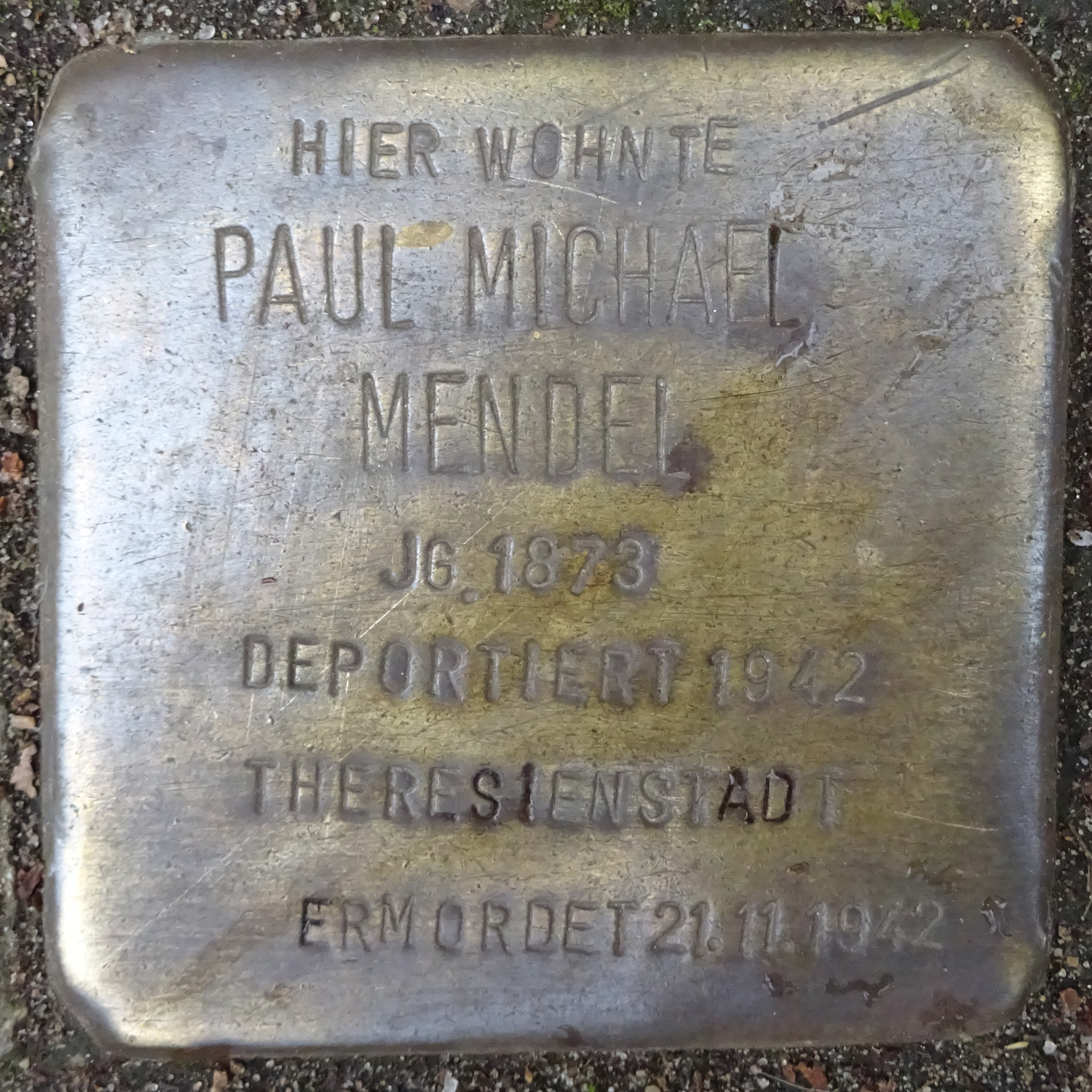
Stolperstein Loogestieg 10

Nach der durch die Nationalsozialisten erzwungenen Pensionierung wurden Paul Michael Mendel wiederholt die Versorgungsbezüge gekürzt. Eine Folge davon war, dass das Ehepaar im Jahr 1935 in eine kleinere Wohnung im Loogestieg 10 umziehen musste, 1940 dann in eine für unterschiedliche Mieter geteilte Wohnung in der Isestraße 115 in Eimsbüttel. Dadurch sah sich das Ehepaar Mendel gezwungen, Teile seines Hausstandes und seiner Kunstsammlung zu veräußern, jeweils erheblich unter Wert. Im Februar 1942 wurden dem Ehepaar zwei Zimmer in der Pension der Cläre Lehmann in Harvestehudes Heilwigstraße 46 zugewiesen.
Am 19. Juli 1942 wurde Paul Michael Mendel gemeinsam mit seinem Bruder Max Mendel, ihren Ehefrauen sowie weiteren Familienangehörigen der Ehefrau Max Mendels in das Ghetto Theresienstadt deportiert, wo sie umkamen.

## Nekrolog
1948 wurden Anna Marie und Paul Michael Mendel durch das Amtsgericht Hamburg für tot erklärt.
Für Paul Michael Mendel und seine Ehefrau Anna Marie wurden vor ihrer letzten Meldeadresse Loogestieg 10 in Hamburg-Eppendorf Stolpersteine verlegt.
In der Universitätsbibliothek Hamburg wurden Bücher aus dem Besitz von Anna und Paul Mendel aufgefunden, die als NS-Raubgut klassifiziert worden sind.